# 莫日地区博茨
莫日地区博茨（法語：Botz-en-Mauges，法語發音：[bɔts ɑ̃ moʒ]）是法国曼恩-卢瓦尔省的一个旧市镇，属于绍莱区。2015年12月15日，莫日地区博茨和相邻的10个市镇合并为新市镇卢瓦尔河畔莫日（Mauges-sur-Loire）。

## 地理
莫日地区博茨（47°18'25"N, 1°0'6"W）面积15.74 平方千米，位于法国卢瓦尔河地区大区曼恩-卢瓦尔省，该省份为法国西部内陆省份，大致对应安茹地区，北起顺时针与马耶讷省、萨尔特省、安德尔-卢瓦尔省、维埃纳省、德塞夫勒省、旺代省、大西洋卢瓦尔省和伊勒-维莱讷省接壤。
与莫日地区博茨接壤的市镇（或旧市镇、城区）包括：博斯、拉沙佩勒圣弗洛朗、莫日地区绍德龙、旧圣弗洛朗、圣皮埃尔蒙利马尔。
莫日地区博茨的时区为UTC+01:00、UTC+02:00（夏令时）。

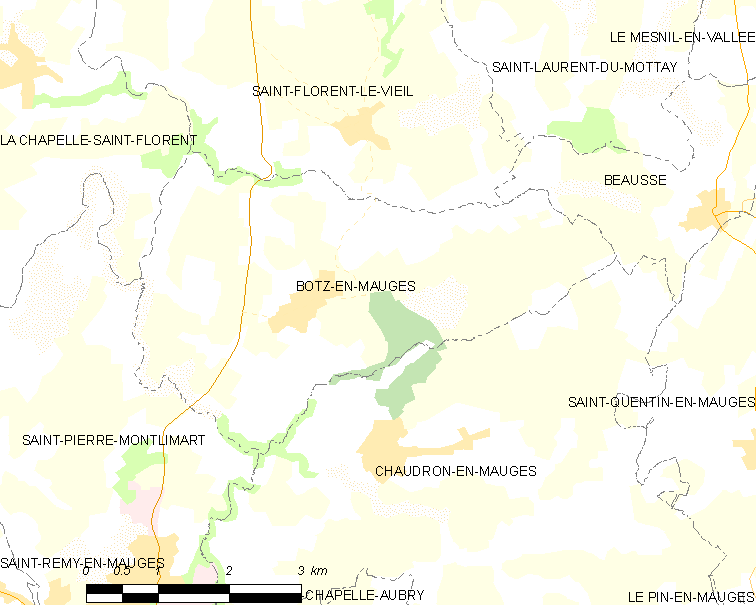
莫日地区博茨的OSM定位图

## 行政
莫日地区博茨的邮政编码为49110，INSEE市镇编码为49034。

## 政治
莫日地区博茨所属的省级选区为卢瓦尔河畔莫日县。

## 人口

1962-2008年间莫日地区博茨人口变化图示

莫日地区博茨于2018年1月1日时的人口数量为813人。